# Snooker Shoot-Out 2019
Le Snooker Shoot-Out 2019 est un tournoi de snooker classé comptant pour la saison 2018-2019. L'épreuve s'est tenue du 21 au 24 février 2019 au Watford Colosseum de Watford en Angleterre,. Elle est organisée par la WPBSA et parrainée par la société anglaise BetVictor.

## Faits marquants
Le tenant du titre est Michael Georgiou qui s'était imposé contre Graeme Dott en finale l'an passé. Il a été éliminé au deuxième tour par le futur quart de finaliste Li Hang. Thepchaiya Un-Nooh remporte le tournoi et signe le meilleur break en demi-finales avec 139 points, le break le plus élevé jamais réalisé dans l'histoire de ce tournoi. Il remporte ainsi son premier tournoi classé.

## Dotation
La répartition des prix est la suivante :
- Vainqueur : 32 000 £
- Finaliste : 16 000 £
- Demi-finaliste : 8 000 £
- Quart de finaliste : 4 000 £
- 8es de finale : 2 000 £
- 16es de finale : 1 000 £
- 32es de finale : 500 £
- 1er tour : 250 £
- Meilleur break : 2 000 £

Dotation totale : 146 000 £
Le break de 147 est récompensé par une prime de 5 000 £.

## Règles
La règle du temps est toujours présente : chaque match dure au maximum 10 minutes à l'issue desquelles une sirène retentit. Les joueurs disposent de 15 secondes par coup puis de 10 secondes au bout de 5 minutes de match. Une fois le chronomètre écoulé, le joueur ayant marqué le plus de points s'impose. En cas d'égalité, ils doivent s'affronter en mort subite sur la bille bleue (à la façon des penalties).

## Tableau

### Premier tour
21 février – Session de l'après-midi
- Peter Ebdon 37–67  Michael Georgiou
- Ashley Carty 20–68  Steven Hallworth
- Ricky Walden 136–1  Liam Davies
- Ashley Hugill 19–67  Ali Carter
- Michael Judge 8–61  Tom Ford
- Ben Mertens 60–59  James Wattana
- Kurt Maflin 77–26  Lee Walker
- Ken Doherty 80–26  Adam Stefanow
- Zhao Xintong 59–2  Joe O'Connor
- Chen Feilong 58–34  Lu Ning
- Sean O'Sullivan 0–63  Jamie Clarke
- Joe Perry 49–69  Rory McLeod
- Craig Steadman 36–18  Jordan Brown
- Joe Swail 62–1  Kuldesh Johal
- Luke Simmonds 73–15  Zhang Yong
- Alfie Burden w/d–w/o  Thor Chuan Leong

21 février – Session du soir
- Ian Burns 62–63  Kyren Wilson
- Xu Si 1–49  Billy Joe Castle
- Noppon Saengkham 5–34  Daniel Wells
- Harvey Chandler 39–73  Gary Wilson
- Zhang Jiankang 1–72  Jimmy Robertson
- Simon Lichtenberg 7–68  Barry Hawkins
- Elliot Slessor 41–7  Duane Jones
- Chris Wakelin 23–50  Oliver Lines
- Lukas Kleckers 60–1  Jamie O'Neill
- James Cahill 0-122  Mei Xiwen
- Chris Totten 21–48  Mitchell Mann
- Andrew Higginson 19–74  Michael White
- Sanderson Lam 37–5  Alan McManus
- Sunny Akani 94–0  Lyu Haotian
- Tian Pengfei 88–52  Andy Lee
- Reanne Evans 26–54  Jimmy White

22 février – Session de l'après-midi
- Matthew Stevens 0–84  Stuart Bingham
- Fan Zhengyi 2–23  Hamza Akbar
- Jak Jones 78–13  Liam Graham
- Joel Walker 68–15  Li Yuan
- Hammad Miah 18–78  Zhang Anda
- Stephen Bateman 36–30  Mark Davis
- Robbie Williams 18–24  Ryan Davies
- Ben Hancorn 21–67  Peter Lines
- Peter Devlin 35–16  Ross Muir
- Adam Duffy 27–19  Mark Joyce
- Alexander Ursenbacher 16–57  Andy Hicks
- Ben Woollaston 41–28  Sam Craigie
- Zhou Yuelong 0–64  Michael Holt
- Yuan Sijun 18–57  Dominic Dale
- Anthony Hamilton 0–95  David Gilbert
- Graeme Dott 69–22  Martin O'Donnell

22 février – Session du soir
- Luca Brecel 75–11  Farakh Ajaib
- Yan Bingtao 54–55  Kishan Hirani
- Emma Parker 17–61  Laxman Rawat
- Shaun Murphy 52–12  Mark King
- Thepchaiya Un-Nooh 85–6  Robert Milkins
- Li Hang 33–19  Fergal O'Brien
- Anthony McGill 20–56  Barry Pinches
- Gerard Greene 35–66  Matthew Selt
- Martin Gould 100–7  Liam Highfield
- John Astley 82–14  Brandon Sargeant
- Luo Honghao 12–35  Mike Dunn
- Scott Donaldson 18–58  Allan Taylor
- Stuart Carrington 0–65  Hossein Vafaei
- Xiao Guodong 49–7  Paul Davison
- Chen Zifan 16–110  Sam Baird
- Rod Lawler 63–28  Nigel Bond

### Deuxième tour
23 février – Session de l'après-midi
- Ricky Walden 0–137  Luca Brecel
- Ryan Davies 37–12  Ben Mertens
- Luke Simmonds 25–10  Hamza Akbar
- Thepchaiya Un-Nooh 39–28  Mei Xiwen
- Sunny Akani 62–25  Billy Joe Castle
- Kurt Maflin 1–74  Gary Wilson
- Dominic Dale 60–16  Thor Chuan Leong
- Peter Devlin 9–36  Rory McLeod
- Kyren Wilson 41–18  Elliot Slessor
- Jamie Clarke 34–21  Mitchell Mann
- Daniel Wells 46–17  Craig Steadman
- John Astley 18–32  Jimmy White
- Joe Swail 8–42  Mike Dunn
- Steven Hallworth 120–8  Tom Ford
- Kishan Hirani 11–101  Laxman Rawat
- Adam Duffy 38–25  David Gilbert

23 février – Session du soir
- Shaun Murphy 22–72  Stuart Bingham
- Matthew Selt 6–51  Tian Pengfei
- Ben Woollaston 44–51  Barry Pinches
- Ali Carter 13–61  Zhao Xintong
- Hossein Vafaei 34–47  Allan Taylor
- Michael White 51–23  Joel Walker
- Oliver Lines 31–6  Martin Gould
- Alan McManus 43–33  Jimmy Robertson
- Xiao Guodong 22–61  Graeme Dott
- Rod Lawler 52–24  Chen Feilong
- Peter Lines 13–17  Jak Jones
- Li Hang 45–28  Michael Georgiou
- Stephen Bateman 13–42  Sam Baird
- Andy Hicks 37–41  Michael Holt
- Ken Doherty 26–71  Lukas Kleckers
- Zhang Anda 75–0  Barry Hawkins

### Troisième tour
24 février – Session de l'après-midi
- Stuart Bingham 68–5  Kyren Wilson
- Daniel Wells 62–0  Luke Simmonds
- Jimmy White 12–65  Rory McLeod
- Jamie Clarke 54–0  Oliver Lines
- Li Hang 14–10  Lukas Kleckers
- Adam Duffy 29–12  Alan McManus
- Ryan Davies 10–7  Sunny Akani
- Zhao Xintong 26–27  Luca Brecel
- Laxman Rawat 6–55  Sam Baird
- Michael White 29–2  Jak Jones
- Barry Pinches 5–15  Michael Holt
- Dominic Dale 60–39  Allan Taylor
- Gary Wilson 8–81  Steven Hallworth
- Thepchaiya Un-Nooh 74–33  Mike Dunn
- Zhang Anda 21–32  Tian Pengfei
- Rod Lawler 22–2  Graeme Dott

### Quatrième tour
24 février – Session du soir
- Luca Brecel 29–47  Michael White
- Michael Holt 37–7  Ryan Davies
- Adam Duffy 9–54  Sam Baird
- Jamie Clarke 36–32  Steven Hallworth
- Tian Pengfei 38–40  Li Hang
- Rory McLeod 15–58  Thepchaiya Un-Nooh
- Daniel Wells 0–74  Rod Lawler
- Dominic Dale 16–86  Stuart Bingham

### Quarts de finale
24 février – Session du soir
- Thepchaiya Un-Nooh 97–3  Stuart Bingham
- Li Hang 20–55  Michael Holt
- Rod Lawler 4–58  Jamie Clarke
- Michael White 53–13  Sam Baird

### Demi-finales
24 février – Session du soir
- Thepchaiya Un-Nooh 139–0  Jamie Clarke
- Michael White 21–56  Michael Holt

### Finale
24 février – Session du soir
- Thepchaiya Un-Nooh 74–0  Michael Holt

## Centuries
- 139  Thepchaiya Un-Nooh
- 133  Luca Brecel
- 132  Ricky Walden
- 100  Martin Gould